# Christian Jacq
Christian Jacq (París, 1947) és un egiptòleg i escriptor de ficció francès. Doctorat en egiptologia per La Sorbona, és un gran expert en l'època del faraó Ramsès II i va fundar l'institut que porta el nom d'aquest faraó.
A més de crear obres de divulgació històrica, ha escrit nombroses novel·les de ficció que se situen a l'antic Egipte. Entre les seves obres acadèmiques es troba L'Egipte dels faraons, que va rebre un premi de l'Académie Française. També ha rebut premis com el Jean d'Heurs i el Prix des Maisons de la Presse. El 2016 va guanyar el Premi Internacional Bàrcino de Novel·la Històrica.

## Obra
En català han sigut publicades moltes novel·les i alguns dels seus estudis. A continuació hi ha una llista molt incompleta:

### Estudis traduïts al català
Llista incompleta:
- L'Antic Egipte dia a dia (Edicions 62, 1998)

### Novel·les traduïdes al català
Pentalogia sobre Ramsès (tots 5 volums a Columna i en traducció d'Albert Vilardell)
- Ramsès 1. El fill de la llum (Columna Edicions, 1997)
- Ramsés 2. El temple de milions d'anys (Columna Edicions, 1998)
- Ramsès 3. La batalla de Cadeix (Columna Edicions, 1998)
- Ramsès 4. La dama d'Abú Simbel (Columna Edicions, 1998)
- Ramsès 5. Sota l'acàcia d'occident (Columna Edicions, 1999)

Tetralogia de "La pedra de Llum" (en traducció d'Albert Vilardell)
- Nefer el Silenciós (Editorial Planeta, 2000)
- La dona prudent (Editorial Planeta, 2000)
- Paneb l'Ardent (Editorial Planeta, 2000)
- L'Indret de la Veritat (Editorial Planeta, 2001)

Trilogia de "La reina llibertat"
- La reina llibertat 1. L'imperi de les tenebres (Columna, 2002)
- La reina llibertat 2. La guerra de les corones (Columna, 2002)
- La reina llibertat 3. L'espasa flamejant (Columna, 2003)